# Štěpánovský potok (přítok Sázavy)
Štěpánovský potok je potok ve Středočeském kraji, levostranný přítok řeky Sázavy, který odvodňuje menší území na východě okresu Benešov. Délka jeho toku činí 18,7 km. Plocha povodí měří 67,6 km².

## Průběh toku
Štěpánovský potok pramení jižně od Malovid v nadmořské výšce okolo 510 m. Potok nejprve teče k severovýchodu, protéká městysem Zdislavice a mělkým lesnatým údolím míří k Trhovému Štěpánovu. Mezi Zdislavicemi a Trhovým Štěpánovem sleduje průběh potoka železniční trať 222 Benešov u Prahy – Trhový Štěpánov. Při jižním okraji obce Trhový Štěpánov se Štěpánovský potok nakrátko stáčí k východu a obtéká sídlo z jižní strany, přijímá zprava Pekelský potok a pro zbytek své cesty mění směr k severu. Spád na dolním toku je poměrně mírný (zhruba 60 výškových metrů na posledních 10 kilometrech) a potok meandruje v mírně zaříznutém údolí mezi Trhovým Štěpánovem a Souticemi. V délce téměř 6 km, od silnice mezi těmito obcemi až po ústí, je potok od roku 1993 chráněn jako přírodní rezervace Štěpánovský potok. Východně od Střechova nad Sázavou překonává Štěpánovský potok dálnice D1; těsně nato zleva přitéká Dalkovický potok. Jen o několik set metrů dále se Štěpánovský potok u osady Mařanův Mlýn, která se nachází mezi Střechovem a Čížovem, vlévá zleva do řeky Sázavy na jejím 95,7 říčním kilometru v nadmořské výšce 320 m. 

### Větší přítoky
- levé – Dalkovický potok
- pravé – Pekelský potok

## Vodní režim
Průměrný průtok Štěpánovského potoka u ústí činí 0,30 m³/s.
M-denní průtoky u ústí:
| M [dní]  | Q30  | Q60  | Q90  | Q120 | Q150 | Q180 | Q210 | Q240 | Q270 | Q300 | Q330 | Q355 | Q364 |
| -------- | ---- | ---- | ---- | ---- | ---- | ---- | ---- | ---- | ---- | ---- | ---- | ---- | ---- |
| Q [m³/s] | 0,68 | 0,48 | 0,37 | 0,30 | 0,25 | 0,21 | 0,18 | 0,15 | 0,12 | 0,10 | 0,07 | 0,05 | 0,03 |